# 薄片海桐
薄片海桐（学名：Pittosporum tenuivalvatum）为海桐花科海桐花属下的一个种。

## 扩展阅读
維基物種上的相關：薄片海桐